# Igualdad racial
La igualdad racial ocurre cuando las instituciones dan oportunidad igual a personas de todas las razas. En otras palabras, las instituciones ignoran los rasgos físicos de las personas o color de piel, y ofrecen a todos  legalmente, moral y políticamente igualdad de oportunidades. En la sociedad Occidental hoy,  hay más diversidad y más integración entre razas. Inicialmente, alcanzar  la igualdad ha sido difícil para las personas  africanas, asiáticas, y Latinas, especialmente en las escuelas. Sin embargo, en los Estados Unidos, la igualdad racial, se ha convertido en una ley que, independientemente de la raza de un individuo, recibirá igualdad de trato, oportunidad, educación, ocupación, y política.

## Antecedentes

### Guerra civil
La esclavitud era la clave al inicio de la guerra más sangrienta y más traumática en la historia americana. La guerra civil americana se llevó a cabo desde  1861 a 1865. En 1860, una de cada tres personas en los Estados del sur pertenecían a otro. En una población de doce millones, cuatro millones eran esclavos. En septiembre de 1862 Lincoln emitió su Proclamación de Emancipación,que declaraba el objetivo de liberar a los esclavos en la Confederación y convirtió la  abolición en uno de los objetivos  centrales de la guerra del norte . El Norte tuvo la victoria. ¿El fin de la guerra representa un beneficio o una pérdida para el país? La guerra representa una derrota por la libertad simplemente para estar solo, para los beneficiarios  de la riqueza heredada o quienes prefieren vivir al margen de la sociedad, pero una victoria para aquellos, como los inmigrantes de Europa y los negros recién emancipados, quienes necesitaron del gobierno para proporcionar las condiciones necesarias para la búsqueda de felicidad.

## Lucha de la sociedad afroamericana

### Igualdad de posguerra
Cuatro millones de esclavos fueron liberados a raíz de la guerra civil americana. Unos cuantos años más tarde la élite blanca  del sur estaba nuevamente en control. El poder económico era la razón principal . Privados del control sobre los medios para ganarse la vida, los negros trabajaban como trabajadores agrícolas o como inquilinos bajo el sistema de aparcería, El problema más grande era que  los negros estaban a merced de sus jefes blancos, quién les diría cómo votar.  La segregación de las  escuelas, la atención médica y el alojamiento se atrincheraron en el  sur y el negro fue relegado al estado de ciudadano de segunda clase.

### Salud
La salud de muchos residentes difería según el lugar  donde  vivían. Las áreas pobres del centro de la  ciudad carecían o no contaban con la atención médica  necesaria que estaba disponible en otras áreas. La ubicación fue la causa principal del problema. El aislamiento de las ciudades internas de otras partes de la sociedad contribuyó en  gran medida  a la mala salud de los residentes. También, las condiciones de hacinamiento aumentaron el mal estado de  salud de los residentes por la propagación de enfermedades infecciosas.

## Martin Luther King Jr.
Martin Luther King Jr. es conocido como un líder de derechos civiles en los Estados Unidos con respecto a la igualdad racial. Martin Luther Rey Jr. se convirtió en uno de los más grandes líderes debido a su postura con respecto a varios hombres y mujeres afroamericanos maltratados en el sur. Además, tuvo muchos roles en la sociedad y ganó un premio por el movimiento que dirigió.  Martin Luther Rey Jr. No sólo participó en el boicot de autobús del Montgomery, se convirtió en un orador clave en la marcha Washington, y fue una de las personas más jóvenes que ganó el premio Nobel de la Paz, sino que también manifesto su opinión de manera pacífica. King mantuvo su rabia hacia la idea de la segregación de la raza para sí mismo, sin embargo, mostró  su pasión de igualdad en sus discursos y protesta pacífica.
King mostró su primer movimiento de derechos civiles al tomar su postura voluntaria en el boicot de autobuses de Montgomery. El boicot de autobús había empezado cuándo Rosa Parks  se negó a  dejar su asiento para un hombre blanco después de un día largo y fatigoso en el trabajo. Así, después del arresto de Parks, King reunió a la comunidad negra. Con la  esperanza de boicotear contra el autobús, cortando el uso del transporte. Este boicot continuó durante 382 días. A pesar de que, King tuvo que vencer muchos ataques hacia él como arresto, y hostigamiento  violento, el resultado fue su primera victoria (afroamericana): mujeres y hombres negros se les permitió viajar en los  autobuses en Montgomery igual que los blancos.

## Rosa Parks
Rosa Parks nació el 4 de febrero de 1913 en Montgomery, Alabama.  Asistió a la  Universidad Estatal de Alabama, y pronto trabajó en la  Asociación Nacional para el Adelanto de las  personas de color (NAACP) como secretaria. Rosa Parks se había convertido en activista por un acontecimiento que provocó otros eventos.            El 1 de  diciembre de 1955 Parks había tomado el autobús a casa desde el trabajo, cuándo de repente fue forzada a dejar su asiento para un hombre blanco. Rosa Parks se había sentido frustrada por la manera en que se trataba a los negros; por lo que ella se negó y fue arrestada y multada con $14.
La negativa y el arresto de Parks habían causado un dilema para las personas  blancas, especialmente para los propietarios del negocio de autobuses. El boicot de los autobuses de Montgomery había empezado a desagregar el transporte público. Además, Martin Luther King Jr. Se había involucrado no sólo para motivar a la maltratada población afroamericana, sino  también  para compartir su pasión de igualdad. Este boicot duró 382 días y terminó el 21 de  diciembre de 1956. Al final del boicot, tanto Rosa Parks como Martin Luther King Jr. se habían convertido en héroes nacionales. Además, la Suprema Corte declaró inconstitucional  segregar en los autobuses de Montgomery.